# Bupleurum fruticescens
Bupleurum fruticescens är en flockblommig växtart som beskrevs av Carl von Linné. Bupleurum fruticescens ingår i släktet harörter, och familjen flockblommiga växter.

## Underarter
Arten delas in i följande underarter:
- B. f. balansae
- B. f. spinosum